# La Forest-Landerneau

La Forest-Landerneau este o comună în departamentul Finistère, Franța. În 1 ianuarie 2022 avea o populație de 1.999 de locuitori.